# Mikuláš Benda
Mikuláš Benda (26. října 1843, Prapořiště u Nové Kdyně - 17. září 1925 Praha) byl český pedagog, geometr a matematik.

## život
V roce 1868 byl ustanoven jako učitel technických předmětů na reálce ve Vodňanech, kde působil do roku 1874. Poté se stal učitelem na měšťanské škole na Smíchově. Od roku 1877 působil na měšťanské škole na Starém Městě. Napsal a vydal Měřictví a rýsování pro všechny třídy měšťanské školy dívčí. Do řady časopisů psal články o geometrii, počtářství a kreslení.
Po odchodu do důchodu zůstal v Praze, kde také zemřel 17. září 1925. Pohřben byl na Olšanech.